# Bolyhosrét
A Bolyhosrét egy 2007-ben bemutatott ír animációs televíziós sorozat.

## Évados áttekintés
| Évad | Évad | Epizódok | Eredeti sugárzás | Eredeti sugárzás | Magyar sugárzás    | Magyar sugárzás    |
| Évad | Évad | Epizódok | Évadpremier      | Évadfinálé       | Évadpremier        | Évadfinálé         |
| ---- | ---- | -------- | ---------------- | ---------------- | ------------------ | ------------------ |
|      | 1    | 40       | 2007. március 5. | 2007. július 13. | 2010. február 1.   | 2010. február 20.  |
|      | 2    | 40       | 2010. január 11. | 2010. június 4.  | 2010. november 25. | 2010. december 15. |

## Film
| Eredeti cím                       | Magyar cím                         | Eredeti premier    | Magyar premier     |
| --------------------------------- | ---------------------------------- | ------------------ | ------------------ |
| Fluffy Gardens: Christmas Special | Bolyhosrét: Karácsonyi különkiadás | 2007. december 24. | 2010. december 11. |

## 1. évad
| #   | Eredeti cím                   | Magyar cím                    | Eredeti premier   | Magyar premier    |
| --- | ----------------------------- | ----------------------------- | ----------------- | ----------------- |
| 1.  | Paolo the Cat                 | Paolo, a macska               | 2007. március 5.  | 2010. február 1.  |
| 2.  | Floella the Fruitbat          | Floella, a gyümölcsdenevér    | 2007. március 6.  | 2010. február 1.  |
| 3.  | Mr. Johnson the Panda         | Mr. Johnson, a panda          | 2007. március 7.  | 2010. február 2.  |
| 4.  | Wee Reg the Puppy             | Pindúr, a kiskutya            | 2007. március 8.  | 2010. február 2.  |
| 5.  | Mavis the Pony                | Mavis, a póni                 | 2007. március 9.  | 2010. február 3.  |
| 6.  | Fudge and Lilly the Kittens   | Fudge és Lilly, a két kiscica | 2007. március 12. | 2010. február 3.  |
| 7.  | Tooty the Elephant            | Trombi, az elefánt            | 2007. március 13. | 2010. február 4.  |
| 8.  | Lola the Mosquito             | Lola, a szúnyog               | 2007. március 14. | 2010. február 4.  |
| 9.  | George the Mean Yellow Dog    | George, a zsémbes sárga kutya | 2007. március 15. | 2010. február 5.  |
| 10. | Mrs. Toasty the Sheep         | Mrs. Toasty, a bárány         | 2007. március 16. | 2010. február 5.  |
| 11. | Lenny the Octopus             | Lenny, a polip                | 2007. március 19. | 2010. február 6.  |
| 12. | Colleen the Cow               | Colleen, a tehén              | 2007. március 20. | 2010. február 6.  |
| 13. | Rex the Pig                   | Rex, a malac                  | 2007. március 21. | 2010. február 7.  |
| 14. | Babs the Baby Bird            | Bab, a kismadár               | 2007. március 22. | 2010. február 7.  |
| 15. | Henny the Hippopotamus        | Henny, a víziló               | 2007. március 23. | 2010. február 8.  |
| 16. | Camile the Crocodile          | Camile, a krokodil            | 2007. március 26. | 2010. február 8.  |
| 17. | Cornelius the Crab            | Cornelius, a rák              | 2007. március 27. | 2010. február 9.  |
| 18. | Sparkles the Monkey           | Szikra, a majom               | 2007. március 28. | 2010. február 9.  |
| 19. | Bill the Platypus             | Bill, a kacsacsőrű emlős      | 2007. március 29. | 2010. február 10. |
| 20. | Chuckles the Chicken          | Kukori, a kakas               | 2007. március 30. | 2010. február 10. |
| 21. | Pertree the Bear              | Bundi, a medve                | 2007. június 18.  | 2010. február 11. |
| 22. | Stinky the Skunk              | Füstös, a borz                | 2007. június 19.  | 2010. február 11. |
| 23. | Una the Owl                   | Una, a bagoly                 | 2007. június 20.  | 2010. február 12. |
| 24. | Pip the Squirrel              | Pip, a mókus                  | 2007. június 21.  | 2010. február 12. |
| 25. | Terence the Toad              | Terence, a béka               | 2007. június 22.  | 2010. február 13. |
| 26. | Mildred the Mole              | Mildred, a vakond             | 2007. június 25.  | 2010. február 13. |
| 27. | Polly the Pelican             | Polly, a pelikán              | 2007. június 26.  | 2010. február 14. |
| 28. | Harold the Hammerhead Shark   | Harold, a pörölycápa          | 2007. június 27.  | 2010. február 14. |
| 29. | Sebastian the Kangaroo        | Sebastian, a kenguru          | 2007. június 28.  | 2010. február 15. |
| 30. | Scoopy the Pink Rabbit        | Pufi, a rózsaszín nyúl        | 2007. június 29.  | 2010. február 15. |
| 31. | Star the Sea Anemone          | Csillag, a tengerirózsa       | 2007. július 2.   | 2010. február 16. |
| 32. | Poppy the Tiger               | Pipacs, a tigris              | 2007. július 3.   | 2010. február 16. |
| 33. | Mindy the Flamingo            | Mindy, a flamingó             | 2007. július 4.   | 2010. február 17. |
| 34. | Monty the Goat                | Monty, a kecske               | 2007. július 5.   | 2010. február 17. |
| 35. | Aunt Snug the Sheep           | Bari nagynéni                 | 2007. július 6.   | 2010. február 18. |
| 36. | Royston the Mantis            | Royston, a sáska              | 2007. július 9.   | 2010. február 18. |
| 37. | Mia the Tapir                 | Mia, a tapir                  | 2007. július 10.  | 2010. február 19. |
| 38. | Max the Zebra                 | Max, a zebra                  | 2007. július 11.  | 2010. február 19. |
| 39. | The Small Green Thing         | A kis zöld akármi             | 2007. július 12.  | 2010. február 20. |
| 40. | Nigel the Naughty Brown Mouse | Nigel, a pimasz barna egér    | 2007. július 13.  | 2010. február 20. |

## 2. évad
| #   | Eredeti cím                                        | Magyar cím                                        | Eredeti premier  | Magyar premier     |
| --- | -------------------------------------------------- | ------------------------------------------------- | ---------------- | ------------------ |
| 1.  | Mavis the Pony and the Buzzy Buzzy Bee             | Mavis a póni és a zümmögő méhek                   | 2010. január 11. | 2010. november 25. |
| 2.  | Paolo the Cat and the Sinking Ship                 | Paolo a macska és a süllyedő hajó                 | 2010. január 12. | 2010. november 26. |
| 3.  | Fudge and Lilly the Kittens and the Naughty Tricks | Fudge és Lily a két kiscica és a gonosz tréfák    | 2010. január 13. | 2010. november 26. |
| 4.  | Mr. Johnson the Panda and the Wilting Flowers      | Mr. Johnson a panda és a hervadó virágok          | 2010. január 14. | 2010. november 27. |
| 5.  | Wee Reg the Puppy and the Butterflies              | Pindúr a kiskutya és a pillangók                  | 2010. január 15. | 2010. november 27. |
| 6.  | Mrs. Toasty the Sheep and the New Style            | Mrs. Toasty a bárány és az új stílus              | 2010. január 18. | 2010. november 28. |
| 7.  | Lenny the Octopus and the Big Clean-Up             | Lenny a polip és a nagytakarítás                  | 2010. január 19. | 2010. november 28. |
| 8.  | Floella the Fruitbat and the Wondrous Night        | Floella a gyümölcsdenevér és a csodálatos éjszaka | 2010. január 20. | 2010. november 29. |
| 9.  | Tooty the Elephant and the Sore Loser              | Trombi az elefánt és a rossz vesztes              | 2010. január 21. | 2010. november 29. |
| 10. | Colleen the Cow and the Very Clever Plan           | Colleen a tehén és a nagyon okos terv             | 2010. január 22. | 2010. november 30. |
| 11. | Mavis the Pony and the Sniffles                    | Mavis a póni és a nátha                           | 2010. január 25. | 2010. november 30. |
| 12. | Max the Zebra and the Sleepless Night              | Max a zebra és az álmatlan éjszaka                | 2010. január 26. | 2010. december 1.  |
| 13. | Wee Reg the Puppy and the Rainbow                  | Pindúr a kiskutya és a szivárvány                 | 2010. január 27. | 2010. december 1.  |
| 14. | Mindy the Flamingo and the Sunburn                 | Mindy a flamingó és a leégés                      | 2010. január 28. | 2010. december 2.  |
| 15. | Camile the Crocodile and the Broken Forest         | Camile a krokodil és az összetört erdő            | 2010. január 29. | 2010. december 2.  |
| 16. | Scoopy the Pink Rabbit and the Sports Day          | Pufi a rózsaszín nyúl és a sportos nap            | 2010. február 1. | 2010. december 3.  |
| 17. | Mr. Johnson the Panda and the Shy Penguin          | Mr. Johnson a panda és a félénk pingvin           | 2010. február 2. | 2010. december 3.  |
| 18. | Colleen the Cow and the Space Rock                 | Colleen a tehén és az űrszikla                    | 2010. február 3. | 2010. december 4.  |
| 19. | George the Mean Yellow Dog and the Silly Mosquito  | George a zsémbes sárga kutya és a buta szúnyog    | 2010. február 4. | 2010. december 4.  |
| 20. | Paolo the Cat and the Supermarket                  | Paolo a macska és a Szupermarket                  | 2010. február 5. | 2010. december 5.  |
| 21. | Rex the Pig and the Big Laugh                      | Rex a malac és a nagy nevetés                     | 2010. május 10.  | 2010. december 5.  |
| 22. | The Small Green Thing and the Lovely Hats          | A kis zöld valami és a legszebb kalap             | 2010. május 11.  | 2010. december 6.  |
| 23. | Sparkles the Monkey and the Big Heavy Book         | Szikra a majom és a nagy nehéz könyv              | 2010. május 12.  | 2010. december 6.  |
| 24. | Mavis the Pony and the Circus                      | Mavis a póni és a cirkusz                         | 2010. május 13.  | 2010. december 7.  |
| 25. | Stinky the Skunk and the Rocket Ship               | Füstös a borz és az űrhajó                        | 2010. május 14.  | 2010. december 7.  |
| 26. | Poppy the Tiger and the Jigsaw Puzzle              | Pipacs a tigris és a kirakósjáték                 | 2010. május 17.  | 2010. december 8.  |
| 27. | Tooty the Elephant and the Exercise Park           | Trombi az elefánt és a tornapark                  | 2010. május 18.  | 2010. december 8.  |
| 28. | Mindy the Flamingo and the Rainy Day               | Mindy a flamingó és az esős nap                   | 2010. május 19.  | 2010. december 9.  |
| 29. | Rex the Pig and the Delectable Dinner              | Rex a malac és az ízletes vacsora                 | 2010. május 20.  | 2010. december 9.  |
| 30. | Pertree the Bear and the Story Book                | Bundi a medve és a mesekönyv                      | 2010. május 21.  | 2010. december 10. |
| 31. | Lenny the Octopus and the Busy Day                 | Lenny a polip és a mozgalmas nap                  | 2010. május 24.  | 2010. december 10. |
| 32. | Colleen the Cow and the Shooting Star              | Colleen a tehén és a hullócsillag                 | 2010. május 25.  | 2010. december 11. |
| 33. | Mavis the Pony and the New Arrival                 | Mavis a póni és az új jövevény                    | 2010. május 26.  | 2010. december 11. |
| 34. | Fudge and Lilly the Kittens and the Paddling Pool  | Fudge és Lilly a két kiscica és a medence         | 2010. május 27.  | 2010. december 12. |
| 35. | Paolo the Cat and the Impossible Problem           | Paolo a macska és a megoldhatatlan probléma       | 2010. május 28.  | 2010. december 12. |
| 36. | Scoopy the Pink Rabbit and the Big Band            | Pufi a rózsaszín nyúl és a nagy zenekar           | 2010. május 31.  | 2010. december 13. |
| 37. | Poppy the Tiger and the New Camera                 | Pipacs a tigris és az új fényképezőgép            | 2010. június 1.  | 2010. december 13. |
| 38. | Lola the Mosquito and the Snowy Day                | Lola a szúnyog és a havas nap                     | 2010. június 2.  | 2010. december 14. |
| 39. | George the Mean Yellow Dog and the Grumpy Morning  | George a zsémbes sárga kutya és a mogorva reggel  | 2010. június 3.  | 2010. december 14. |
| 40. | The Penguins and the Big Penguins Party            | A pingvinek és a nagy pingvin buli                | 2010. június 4.  | 2010. december 15. |